# Oldenburgische Münsterland
Het Oldenburgische Münsterland (Duits: Oldenburger Münsterland) is het zuidelijke, overwegend katholieke deel van het voormalige Groothertogdom Oldenburg, nu een deel van Nedersaksen in Duitsland. Vóór 1803 maakte het deel uit van het prinsbisdom Münster (vandaar de naam Münsterland). Het omvat de moderne Landkreisen Vechta en Cloppenburg, een gebied met meer dan 600 jaar gedeelde geschiedenis en traditie. Nog steeds voornamelijk bepaald door de landbouw, claimt het gebied de hoogste dichtheid van pluimvee-, varkensvlees- en rundvleesteelt in Duitsland.
Economisch gezien kent Oldenburgische Münsterland een relatief lage werkloosheid in vergelijking met de rest van Nedersaksen.